# Eleições europeias de 2009 em Oeiras

## Resultados Oficiais
| Partido                 | Partido                        | Votos   | %               | +/-   |
| ----------------------- | ------------------------------ | ------- | --------------- | ----- |
|                         | Partido Social Democrata       | 17 729  | 28,66 / 100,00  | -     |
|                         | Partido Socialista             | 15 303  | 24,74 / 100,00  | 15,17 |
|                         | Bloco de Esquerda              | 8 336   | 13,48 / 100,00  | 3,76  |
|                         | Coligação Democrática Unitária | 6 092   | 9,85 / 100,00   | 0,23  |
|                         | Partido Popular                | 5 994   | 9,69 / 100,00   | -     |
|                         | Movimento Esperança Portugal   | 1 706   | 2,76 / 100,00   | Novo  |
|                         | Outros                         | 2 465   | 3,97 / 100,00   |       |
| Votos Inválidos         | Votos Inválidos                | 4 232   | 6,84 / 100,00   | 2,78  |
| Total                   | Total                          | 61 857  | 100,00 / 100,00 |       |
| Eleitorado/Participação | Eleitorado/Participação        | 144 319 | 42,86 / 100,00  | 1,46  |

## Resultados por Freguesia
Os resultados seguintes referem-se aos partidos que obtiveram mais de 1,00% dos votos:
| Freguesia                    | %     | %     | %     | %     | %     | %    | Votantes |
| Freguesia                    | PSD   | PS    | BE    | CDU   | CDS   | MEP  | Votantes |
| ---------------------------- | ----- | ----- | ----- | ----- | ----- | ---- | -------- |
| Algés                        | 32,78 | 23,68 | 11,61 | 8,47  | 10,53 | 3,51 | 8 322    |
| Barcarena                    | 21,93 | 27,02 | 14,61 | 13,58 | 8,86  | 2,15 | 4 456    |
| Carnaxide                    | 27,75 | 24,07 | 14,10 | 10,58 | 9,21  | 2,45 | 7 743    |
| Caxias                       | 29,60 | 23,10 | 13,21 | 8,34  | 10,99 | 3,21 | 2 831    |
| Cruz Quebrada - Dafundo      | 22,56 | 29,85 | 13,76 | 13,51 | 7,49  | 1,80 | 2 442    |
| Linda-a-Velha                | 28,38 | 26,94 | 13,90 | 9,44  | 8,58  | 1,93 | 8 178    |
| Oeiras e São Julião da Barra | 33,02 | 22,25 | 13,01 | 7,32  | 10,55 | 3,67 | 13 760   |
| Paço de Arcos                | 29,62 | 21,50 | 13,76 | 10,04 | 11,63 | 3,26 | 5 399    |
| Porto Salvo                  | 19,53 | 30,12 | 15,59 | 12,69 | 7,98  | 1,90 | 4 476    |
| Queijas                      | 27,01 | 26,07 | 12,92 | 11,95 | 8,87  | 1,62 | 4 250    |
| Oeiras                       | 28,66 | 24,74 | 13,48 | 9,85  | 9,69  | 2,76 | 61 857   |

#### Algés
| Partido                 | Partido                        | Votos  | %               | +/-   |
| ----------------------- | ------------------------------ | ------ | --------------- | ----- |
|                         | Partido Social Democrata       | 2 728  | 32,78 / 100,00  | -     |
|                         | Partido Socialista             | 1 971  | 23,68 / 100,00  | 13,91 |
|                         | Bloco de Esquerda              | 966    | 11,61 / 100,00  | 2,97  |
|                         | Partido Popular                | 876    | 10,53 / 100,00  | -     |
|                         | Coligação Democrática Unitária | 705    | 8,47 / 100,00   | 0,03  |
|                         | Movimento Esperança Portugal   | 292    | 3,51 / 100,00   | Novo  |
|                         | Outros                         | 260    | 3,13 / 100,00   |       |
| Votos Inválidos         | Votos Inválidos                | 524    | 6,30 / 100,00   | 2,49  |
| Total                   | Total                          | 8 322  | 100,00 / 100,00 |       |
| Eleitorado/Participação | Eleitorado/Participação        | 18 892 | 44,05 / 100,00  | 0,46  |

#### Barcarena
| Partido                 | Partido                        | Votos  | %               | +/-   |
| ----------------------- | ------------------------------ | ------ | --------------- | ----- |
|                         | Partido Socialista             | 1 204  | 27,02 / 100,00  | 17,44 |
|                         | Partido Social Democrata       | 977    | 21,93 / 100,00  | -     |
|                         | Bloco de Esquerda              | 651    | 14,61 / 100,00  | 6,71  |
|                         | Coligação Democrática Unitária | 605    | 13,58 / 100,00  | 0,73  |
|                         | Partido Popular                | 395    | 8,86 / 100,00   | -     |
|                         | Movimento Esperança Portugal   | 96     | 2,15 / 100,00   | Novo  |
|                         | PCTP/MRPP                      | 51     | 1,14 / 100,00   | 0,45  |
|                         | Outros                         | 170    | 3,82 / 100,00   |       |
| Votos Inválidos         | Votos Inválidos                | 307    | 6,89 / 100,00   | 1,93  |
| Total                   | Total                          | 4 456  | 100,00 / 100,00 |       |
| Eleitorado/Participação | Eleitorado/Participação        | 10 452 | 42,63 / 100,00  | 1,35  |

#### Carnaxide
| Partido                 | Partido                        | Votos  | %               | +/-   |
| ----------------------- | ------------------------------ | ------ | --------------- | ----- |
|                         | Partido Social Democrata       | 2 149  | 27,75 / 100,00  | -     |
|                         | Partido Socialista             | 1 864  | 24,07 / 100,00  | 16,16 |
|                         | Bloco de Esquerda              | 1 092  | 14,10 / 100,00  | 3,13  |
|                         | Coligação Democrática Unitária | 819    | 10,58 / 100,00  | 0,04  |
|                         | Partido Popular                | 713    | 9,21 / 100,00   | -     |
|                         | Movimento Esperança Portugal   | 190    | 2,45 / 100,00   | Novo  |
|                         | Movimento Mérito e Sociedade   | 82     | 1,06 / 100,00   | Novo  |
|                         | Outros                         | 236    | 3,05 / 100,00   |       |
| Votos Inválidos         | Votos Inválidos                | 598    | 7,73 / 100,00   | 3,56  |
| Total                   | Total                          | 7 743  | 100,00 / 100,00 |       |
| Eleitorado/Participação | Eleitorado/Participação        | 18 769 | 41,25 / 100,00  | 3,55  |

#### Caxias
| Partido                 | Partido                        | Votos | %               | +/-   |
| ----------------------- | ------------------------------ | ----- | --------------- | ----- |
|                         | Partido Social Democrata       | 838   | 29,60 / 100,00  | -     |
|                         | Partido Socialista             | 654   | 23,10 / 100,00  | 17,07 |
|                         | Bloco de Esquerda              | 374   | 13,21 / 100,00  | 5,02  |
|                         | Partido Popular                | 311   | 10,99 / 100,00  | -     |
|                         | Coligação Democrática Unitária | 236   | 8,34 / 100,00   | 1,09  |
|                         | Movimento Esperança Portugal   | 91    | 3,21 / 100,00   | Novo  |
|                         | Outros                         | 116   | 4,12 / 100,00   |       |
| Votos Inválidos         | Votos Inválidos                | 211   | 7,45 / 100,00   | 3,05  |
| Total                   | Total                          | 2 831 | 100,00 / 100,00 |       |
| Eleitorado/Participação | Eleitorado/Participação        | 6 828 | 41,46 / 100,00  | 0,14  |

#### Cruz Quebrada - Dafundo
| Partido                 | Partido                        | Votos | %               | +/-   |
| ----------------------- | ------------------------------ | ----- | --------------- | ----- |
|                         | Partido Socialista             | 729   | 29,85 / 100,00  | 16,55 |
|                         | Partido Social Democrata       | 551   | 22,56 / 100,00  | -     |
|                         | Bloco de Esquerda              | 336   | 13,76 / 100,00  | 5,00  |
|                         | Coligação Democrática Unitária | 330   | 13,51 / 100,00  | 0,47  |
|                         | Partido Popular                | 183   | 7,49 / 100,00   | -     |
|                         | Movimento Esperança Portugal   | 44    | 1,80 / 100,00   | Novo  |
|                         | PCTP/MRPP                      | 35    | 1,43 / 100,00   | 0,31  |
|                         | Outros                         | 74    | 3,03 / 100,00   |       |
| Votos Inválidos         | Votos Inválidos                | 160   | 6,55 / 100,00   | 2,95  |
| Total                   | Total                          | 2 442 | 100,00 / 100,00 |       |
| Eleitorado/Participação | Eleitorado/Participação        | 5 588 | 43,70 / 100,00  | 1,40  |

#### Linda-a-Velha
| Partido                 | Partido                        | Votos  | %               | +/-   |
| ----------------------- | ------------------------------ | ------ | --------------- | ----- |
|                         | Partido Social Democrata       | 2 321  | 28,38 / 100,00  | -     |
|                         | Partido Socialista             | 2 203  | 26,94 / 100,00  | 13,88 |
|                         | Bloco de Esquerda              | 1 137  | 13,90 / 100,00  | 3,87  |
|                         | Coligação Democrática Unitária | 772    | 9,44 / 100,00   | 0,83  |
|                         | Partido Popular                | 702    | 8,58 / 100,00   | -     |
|                         | Movimento Esperança Portugal   | 158    | 1,93 / 100,00   | Novo  |
|                         | Outros                         | 323    | 3,95 / 100,00   |       |
| Votos Inválidos         | Votos Inválidos                | 562    | 6,87 / 100,00   | 2,58  |
| Total                   | Total                          | 8 178  | 100,00 / 100,00 |       |
| Eleitorado/Participação | Eleitorado/Participação        | 18 995 | 43,05 / 100,00  | 1,81  |

#### Oeiras e São Julião da Barra
| Partido                 | Partido                        | Votos  | %               | +/-   |
| ----------------------- | ------------------------------ | ------ | --------------- | ----- |
|                         | Partido Social Democrata       | 4 544  | 33,02 / 100,00  | -     |
|                         | Partido Socialista             | 3 061  | 22,25 / 100,00  | 13,81 |
|                         | Bloco de Esquerda              | 1 790  | 13,01 / 100,00  | 2,75  |
|                         | Partido Popular                | 1 452  | 10,55 / 100,00  | -     |
|                         | Coligação Democrática Unitária | 1 007  | 7,32 / 100,00   | 0,36  |
|                         | Movimento Esperança Portugal   | 505    | 3,67 / 100,00   | Novo  |
|                         | Movimento Mérito e Sociedade   | 144    | 1,05 / 100,00   | Novo  |
|                         | Outros                         | 369    | 2,67 / 100,00   |       |
| Votos Inválidos         | Votos Inválidos                | 888    | 6,46 / 100,00   | 2,63  |
| Total                   | Total                          | 13 760 | 100,00 / 100,00 |       |
| Eleitorado/Participação | Eleitorado/Participação        | 31 635 | 43,50 / 100,00  | 1,41  |

#### Paço de Arcos
| Partido                 | Partido                        | Votos  | %               | +/-   |
| ----------------------- | ------------------------------ | ------ | --------------- | ----- |
|                         | Partido Social Democrata       | 1 599  | 29,62 / 100,00  | -     |
|                         | Partido Socialista             | 1 161  | 21,50 / 100,00  | 13,25 |
|                         | Bloco de Esquerda              | 743    | 13,76 / 100,00  | 1,58  |
|                         | Partido Popular                | 628    | 11,63 / 100,00  | -     |
|                         | Coligação Democrática Unitária | 542    | 10,04 / 100,00  | 1,56  |
|                         | Movimento Esperança Portugal   | 176    | 3,26 / 100,00   | Novo  |
|                         | Outros                         | 228    | 4,22 / 100,00   |       |
| Votos Inválidos         | Votos Inválidos                | 322    | 5,97 / 100,00   | 2,06  |
| Total                   | Total                          | 5 399  | 100,00 / 100,00 |       |
| Eleitorado/Participação | Eleitorado/Participação        | 13 289 | 40,63 / 100,00  | 1,92  |

#### Porto Salvo
| Partido                 | Partido                        | Votos  | %               | +/-   |
| ----------------------- | ------------------------------ | ------ | --------------- | ----- |
|                         | Partido Socialista             | 1 348  | 30,12 / 100,00  | 19,47 |
|                         | Partido Social Democrata       | 874    | 19,53 / 100,00  | -     |
|                         | Bloco de Esquerda              | 698    | 15,59 / 100,00  | 7,17  |
|                         | Coligação Democrática Unitária | 568    | 12,69 / 100,00  | 0,33  |
|                         | Partido Popular                | 357    | 7,98 / 100,00   | -     |
|                         | Movimento Esperança Portugal   | 85     | 1,90 / 100,00   | Novo  |
|                         | PCTP/MRPP                      | 46     | 1,03 / 100,00   | 0,33  |
|                         | Outros                         | 159    | 3,55 / 100,00   |       |
| Votos Inválidos         | Votos Inválidos                | 341    | 7,62 / 100,00   | 3,63  |
| Total                   | Total                          | 4 476  | 100,00 / 100,00 |       |
| Eleitorado/Participação | Eleitorado/Participação        | 11 187 | 40,01 / 100,00  | 3,10  |

#### Queijas
| Partido                 | Partido                        | Votos | %               | +/-   |
| ----------------------- | ------------------------------ | ----- | --------------- | ----- |
|                         | Partido Social Democrata       | 1 148 | 27,01 / 100,00  | -     |
|                         | Partido Socialista             | 1 108 | 26,07 / 100,00  | 17,36 |
|                         | Bloco de Esquerda              | 549   | 12,92 / 100,00  | 4,25  |
|                         | Coligação Democrática Unitária | 508   | 11,95 / 100,00  | 0,28  |
|                         | Partido Popular                | 377   | 8,87 / 100,00   | -     |
|                         | Movimento Esperança Portugal   | 69    | 1,62 / 100,00   | Novo  |
|                         | Outros                         | 172   | 4,03 / 100,00   |       |
| Votos Inválidos         | Votos Inválidos                | 319   | 7,51 / 100,00   | 3,48  |
| Total                   | Total                          | 4 250 | 100,00 / 100,00 |       |
| Eleitorado/Participação | Eleitorado/Participação        | 8 684 | 48,94 / 100,00  | 1,26  |